# تپه برد بلند۱
تپه برد بلند۱ مربوط به دوره اشکانیان است و در شهرستان جاجرم، بخش مرکزی، ۲۰ کیلومتری شرق شهر گرمه جاجرم، ۷ کیلومتری شرق معدن آلومینا واقع شده و این اثر در تاریخ ۲۶ دی ۱۳۸۶ با شمارهٔ ثبت ۲۰۵۹۴ به‌عنوان یکی از آثار ملی ایران به ثبت رسیده است.